# Такешиз
«Такешиз» (англ. Takeshis' — игра слов, основанная на английском прочтении имени Такэси Китано и медицинского термина) — художественный фильм кинорежиссёра Такэси Китано.

## Сюжет
Фильм о диссоциативном расстройстве личности режиссёра, о раздвоении личности. О Бите-брюнете и Такэси-блондине, об их взаимоотношениях, о снах и о том, как с ними живут люди.
Брюнет Китано — телевизионная звезда бандитских сериалов, разъезжающая с молоденькой ассистенткой-любовницей на «Rolls-Royce». Блондин Китано — продавец в маленьком магазинчике всякой мелкой всячины, неудачник безнадежно приходящий на ТВ-кастинги. Каждому снится сон про себя и другого Китано.
Сны перемешиваются друг с другом в хаотическую феерию, образы повторяются и сталкиваются. Китано реальный цитирует собственные фильмы, вспоминает свои клоунские телевизионные шоу, его мучают навязчивые образы, преследующие стереотипы якудза-имиджа. Переживания режиссёра на темы его восприятия окружающей средой выражены той самой беспорядочной избыточностью стрельбы, с которой массовое сознание связывает его имя и образ.

## В ролях
- Такэси Китано — Бит Такэси / мистер Китано
- Котоми Кёно — подружка Бит Такэси / соседка мистера Китано
- Рэн Осуги — менеджер Бит Такэси / водитель такси
- Каёко Кисимото — продюсер на кинопробах / костюмер
- Сусуму Терадзима — друг Бит Такэси / якудза-сосед мистера Китано
- Тэцу Ватанабэ — повар / соискатель роли на кинопробах
- Кандзи Цуда — танцор чечётки
- Таданобу Асано — танцор чечётки
- Таити Саотомэ — мальчик с мячом / танцор-оннагата

## Интересные факты
- Картина была фильмом-сюрпризом Венецианского кинофестиваля в 2005 году.
- Комментарий режиссёра:

Меня напрягает, что я сам — это и есть фильм. К тому же я совсем не «клёвый» парень, не свой в доску, не модный. Меня тут спросили: «Вы вот стали блондином, чтобы казаться модным?» А я ответил: «Чтобы казаться сумасшедшим».